# رادیبور
رادیبور (به آلمانی: Radibor) یک شهر در آلمان است که در باوتسن واقع شده‌است. رادیبور ۳٬۵۴۴ نفر جمعیت دارد.